# 比志島義時
比志島 義時（ひしじま よしとき）は、江戸時代初期の薩摩藩の武士。比志島監物範員と相良勘解由頼豊の娘との子。比志島氏の嫡流である。
「無役之移地頭」である甑島地頭や「掛持地頭」としては馬関田郷地頭や水引郷地頭、須木郷地頭を勤める。孫娘は示現流剣術師範の東郷実満の嫁で、東郷位照は曾孫にあたる。また、孫の養子比志島範房は薩摩藩家老。

## 子・孫
- 子：一男のみ。
  - 比志島範武（父の死去の翌年に死去する。妻は樺山久清の娘）
- 孫：一男二女
  - 野村監物元長の妻（延宝3年（1676年）3月1日生まれ、後に離別）
  - 東郷実満の妻（延宝5年（1678年）生まれ）
  - 比志島義頼（天和元年（1681年）生まれ）